# 国際地球基準座標系

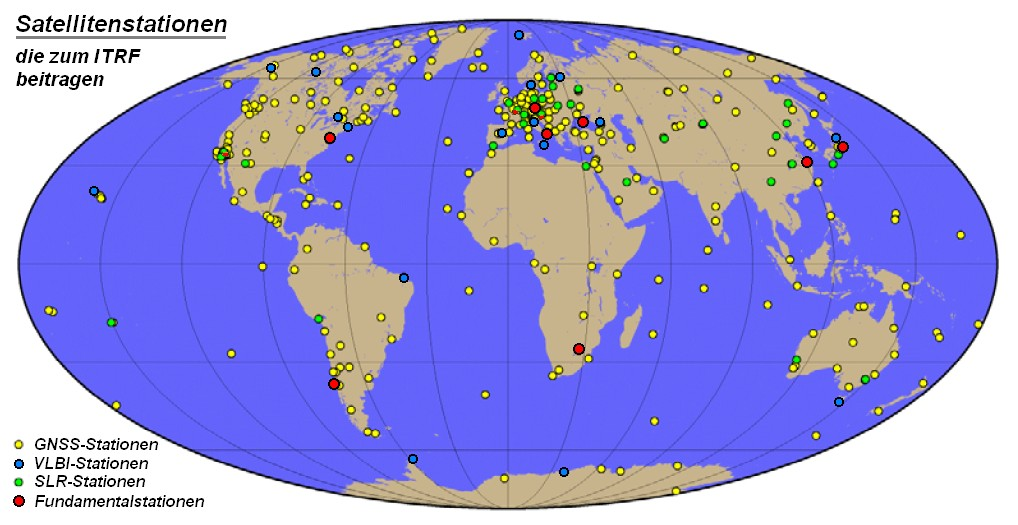
ITRFの基準点

国際地球基準座標系（こくさいちきゅうきじゅんざひょうけい、英語: International Terrestrial Reference Frame; ITRF）は、ITRSの実現を可能にする三次元直交座標系である。
ITRSとは国際地球基準系（こくさいちきゅうきじゅんけい、英語: International Terrestrial Reference System; ITRS）または国際地球準拠系（こくさいちきゅうじゅんきょけい）のことで、地球の表面や地表近くの測量で使用するのに適した参照系（英語: reference frames）を作成する手順を記述するものである。
計量標準が一連の手順として標準の現示を記述するのと同等の方法で定義される。ITRSは、SI測定系を使用して、地心座標系を定義している。
座標系の原点は、海と大気を含む地球全体の重心である。新しいITRFの定義は、可能な限り正確にITRSを実現するために、最新の数学技術と調査技術を用いて数年ごとに作成される。観測誤差のため、どのITRFも他のITRFの実現と比べて非常に僅かなずれが生じる。最新のWGS 84と最新の（2006年時点の）ITRFとの誤差は、数センチメートルしかない。
ITRSとITRFは、国際地球回転・基準系事業（IERS）によりメンテナンスされている。実用的な衛星測位システムは、一般に、特定のITRFまたはITRFを参照する独自の座標系を参照する。たとえば、Galileo Terrestrial Reference Frame（GTRF）はガリレオナビゲーションシステムで使用されているが、現在、ヨーロッパ宇宙機関によりITRF2005として定義されている。

## ITRFの実現
1992年以降にITRFから開発されたITRFの実現には、以下のものがある。
| 名称     | Epoch  | EPSGコード | 備考                                                                           |
| -------- | ------ | ---------- | ------------------------------------------------------------------------------ |
| ITRF92   | 1988.0 | 4914       | ITRSの最初の実現                                                               |
| ITRF93   | 1988.0 | 4915       |                                                                                |
| ITRF94   | 1993.0 | 4916       |                                                                                |
| ITRF96   | 1997.0 | 4917       |                                                                                |
| ITRF97   | 1997.0 | 4918       |                                                                                |
| ITRF2000 | 1997.0 | 4919       | 構造プレート運動モデルから自由な制約のない宇宙測地学を組み込んだ最初の策定     |
| ITRF2005 | 2000.0 | 4896       | 観測局の位置と地球の回転パラメータの時系列形式の入力データを使用して構築された |
| ITRF2008 | 2005.0 | 5332       | 対流圏モデルと改善された解法が含まれている                                     |
| ITRF2014 | 2010.0 | 7789       | 観測局の非線形な変動に対する拡張モデルから生成された                           |
| ITRF2020 | 2015.0 | 9988       |                                                                                |

## 日本における準拠の状況
- 日本の測地系は日本測地系2011（JGD2011、世界測地系（測地成果2011））を用いており、採用しているITRFの版は次のとおりである：
  - 東北地方・関東地方および中部地方（静岡県・愛知県を除く）はITRF2008（元期： 2011年5月24日[15]）
  - その他の地域はITRF94（元期： 1997年1月1日）
- 電子基準点の座標解析には準拠座標系としてITRF2014が採用されている[16]。